# Danilo Kodela
Danilo Kodela (* 8. Januar 1979 in Postojna) ist ein ehemaliger slowenischer Biathlet.
Danilo Kodela lebt und trainierte in Stari trg pri Ložu. Er startete für SK Kovinoplastika Lož und wurde von Uroš Velepec trainiert. Mit dem Biathlonsport begann er 1995, seit 1997 gehörte er dem slowenischen Nationalkader an. Sein internationales Debüt gab Kodela im Rahmen der Biathlon-Juniorenweltmeisterschaften 1997 in Forni Avoltri, wo er 72. des Einzels wurde. Ein Jahr später kamen in Jericho die Ränge 36 im Einzel und 42 im Sprint hinzu. 1999 lief er in Pokljuka zum dritten und letzten Mal bei einer Junioren-WM und kam auf die Plätze 46 im Einzel und 53 im Sprint. Bis 1999 startete er zudem regelmäßig im Europacup der Junioren, wo er mehrfach Podestplätze belegte und 1999 in Jablonec nad Nisou auch ein Massenstartrennen gewinnen konnte.
Seine erste internationale Meisterschaft lief Kodela bei den Biathlon-Europameisterschaften 2001 in Haute-Maurienne, wo er 60. des Sprints und mit Jože Poklukar, Matjaž Poklukar und Lucijan Čuk 12. des Staffelrennens wurde. In der Saison 2001/02 wurde er in Jablonec mit Jože Poklukar, Lucijan Èuk und Gasper Grašiè in einem Europacup-Staffelrennen hinter den Norwegern und vor den Deutschen Zweiter. Bestes Ergebnis in einem Einzelrennen war ein siebter Rang bei einem Einzel in der folgenden Saison in Méribel. 2003 startete Kodela in Forni Avoltri erneut bei den Europameisterschaften und lief auf den 24. Platz im Einzel, wurde 39. des Sprints und 28. der Verfolgung. Früh in der Saison 2003/04 startete er in Hochfilzen erstmals im Biathlon-Weltcup und wurde in einem Sprint 85. Höhepunkt der Saison wurde die erste Teilnahme an den Biathlon-Weltmeisterschaften 2004 in Oberhof. Der Slowene kam im Einzel zum Einsatz und erreichte den 89. Platz. In der Saison 2004/05 erreichte Kodela in Östersund mit einem 45. Rang im Verfolgungsrennen sein bestes Einzelergebnis im Weltcup. Es dauerte bis 2006, dass Kodela in Langdorf bei den Europameisterschaften erneut bei einer internationalen Meisterschaft antreten konnte. Im Einzel belegte er Rang 45, wurde 32. im Sprint, 40. der Verfolgung und mit Gregor Brvar, Klemen Lauseger und Jože Poklukar Staffel-Zehnter. Im weiteren Saisonverlauf nahm er auch an den Sommerbiathlon-Weltmeisterschaften 2006 in Ufa teil. Bei den Crosslauf-Wettbewerben wurde er 17. des Sprints und 14. der Verfolgung. Seinen größten Erfolg erreichte er mit dem Gewinn der Bronzemedaille hinter Maxim Tschudow und Ondřej Moravec im Skiroller-Sprint. Im Verfolgungsrennen fiel er durch neun Fehlschüsse bis auf Rang 15 zurück. In Antholz nahm Kodela 2007 nochmals an den Biathlon-Weltmeisterschaften teil und wurde 89. des Einzels sowie mit Klemen Bauer, Janez Marič und Gregor Brvar 19. im Staffelrennen. Zum Karriereabschluss wurden die Europameisterschaften kurz darauf in Bansko. Im Einzel wurde er 32., im Sprint 33., im Verfolger 35. und mit Peter Dokl, Klemen Lauseger und Janez Ožbolt Neunter im Staffelrennen.

## Biathlon-Weltcup-Platzierungen
Die Tabelle zeigt alle Platzierungen (je nach Austragungsjahr einschließlich Olympische Spiele und Weltmeisterschaften).
- 1.–3. Platz: Anzahl der Podiumsplatzierungen
- Top 10: Anzahl der Platzierungen unter den ersten zehn (einschließlich Podium)
- Punkteränge: Anzahl der Platzierungen innerhalb der Punkteränge (einschließlich Podium und Top 10)
- Starts: Anzahl gelaufener Rennen in der jeweiligen Disziplin

| Platzierung         | Einzel | Sprint | Verfolgung | Massenstart | Staffel | Gesamt |
| ------------------- | ------ | ------ | ---------- | ----------- | ------- | ------ |
| 1. Platz            |        |        |            |             |         |        |
| 2. Platz            |        |        |            |             |         |        |
| 3. Platz            |        |        |            |             |         |        |
| Top 10              |        |        |            |             |         |        |
| Punkteränge         |        |        |            |             | 7       | 7      |
| Starts              | 8      | 13     | 4          |             | 7       | 32     |
| Stand: Karriereende |        |        |            |             |         |        |